# Tulipa armena
Tulipa armena är en liljeväxtart som beskrevs av Pierre Edmond Boissier. Tulipa armena ingår i släktet tulpaner, och familjen liljeväxter.

## Underarter
Arten delas in i följande underarter:
- T. a. armena
- T. a. lycica